# Spinnrad (Heraldik)
Das Spinnrad ist in der Heraldik eine gemeine Figur und in zwei grundlegenden Darstellungen in Wappen zu finden.
Die einfache Form ist das halbe oder volle Rad im Schild. Dass es ein Spinnrad sein soll, wird nur durch die Wappenbeschreibung deutlich.
Die zweite Darstellung ist die mehr oder weniger räumliche Form eines realen Spinnrades mit vielen Details. Diese komplizierte Wappenfigur widerspricht der heraldischen Regel der Einfachheit.
Mit dem Spinnrad wird oft auf das traditionelle Textilhandwerk hingewiesen.

Mainleus (Form 1)
Asbach-Bäumenheim (Form 1)
Kiikka (Form 2)
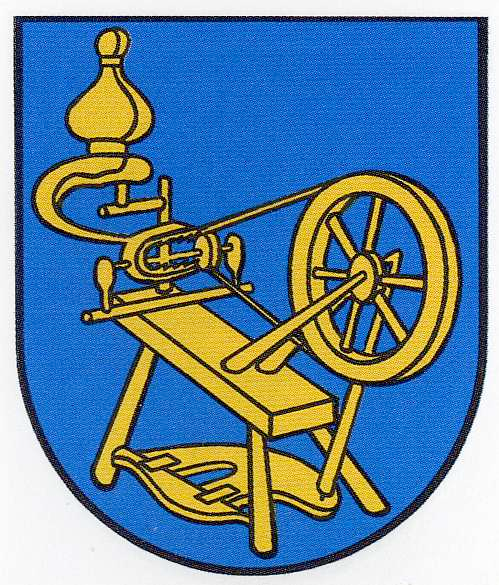
Lehndorf-Watenbüttel (Form 2)
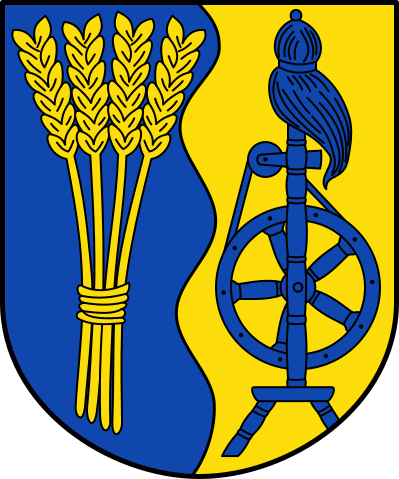
Lünne (Form 2)